# Maruca (lépidoptère)
Genre
Maruca est un genre de lépidoptères (papillons) de la famille des Crambidae, de la sous-famille des Spilomelinae ou des Pyraustinae selon les classifications.

## Liste des espèces
- Maruca amboinalis (C. Felder, R. Felder & Rogenhofer in C. Felder, R. Felder & Rogenhofer, 1875)
- Maruca fuscalis Yamanaka, 1998
- Maruca nigroapicalis Joannis, 1930
- Maruca vitrata (Fabricius, 1787), seule espèce européenne.